# Kō no Moronao
Kō no Moronao (高師直) était le premier shitsuji (député du shogun, à l'époque de Muromachi), position à laquelle il est nommé par Takauji Ashikaga. En tant que shitsuji, il ne servait pas uniquement une fonction administrative gouvernementale, mais aussi en tant que général des armées du shogun. Il combattit pour les Ashikaga contre les forces loyalistes de la cour du Sud impériale durant les guerres de l'époque Nanboku-chō. Il mourut en 1351 de la main de Yoshinori Uesugi, dans un combat contre Tadayoshi Ashikaga, le jeune frère de Takauji.

## Source de la traduction
- (en) Cet article est partiellement ou en totalité issu de l’article de Wikipédia en anglais intitulé « Kō no Moronao » (voir la liste des auteurs).